# Rostysław Feszczuk
Rostysław Ihorowycz Feszczuk (ukr. Ростислав Ігорович Фещук; ur. 1 maja 1990 w Kijowie) – ukraiński narciarz alpejski. Brał udział w Zimowych Igrzyskach Olimpijskich 2010. Jego najlepszym rezultatem było 39. miejsce w slalomie.